# Женская сборная ЮАР по волейболу
Женская национальная сборная ЮАР по волейболу (англ. South Africa women's national volleyball team, африк. Suid-Afrika se nasionale vroue vlugbalspan) — представляет Южно-Африканскую Республику на международных волейбольных соревнованиях. Управляющей организацией выступает федерация Volleyball South Africa (VSA).

## История
Политика апартеида, проводившася до начала 1990-х годов в ЮАР правительством белого меньшинства, отрицательно влияла на развитие спорта в стране. Из-за расовой сегрегации спортивные ассоциации Южно-Африканской Республики были исключены из большинства международных федераций по различным видам спорта, а в ФИВБ ЮАР и не принималась.
В волейбольной структуре страны существовало две организации — Волейбольный Союз Южной Африки (SAVU), объединявший клубы для белых, и Любительская волейбольная ассоциация Южной Африки (AVASA), образованная в 1981 году и объединявшая клубы негритянского и «цветного» населения ЮАР. В 1990 из AVASA выделился Конгресс волейбола Южной Африки (SAVCON). В феврале 1992 года эти три организации объединились в единую федерацию Южно-Африканский волейбол (Volleyball South Africa — VSA), в том же году вступившую в Международную федерацию волейбола (ФИВБ).
Дебют женской сборной ЮАР на международной арене состоялся в сентябре 1993 года на проходившем в Нигерии чемпионате Африки. На нём южноафриканские волейболистки заняли 8-е место среди 10 команд-участниц. В дальнейшем участие национальной команды ЮАР в континентальных соревнованиях было крайне нерегулярным. Лучшее, чего смогли добиться волейболистки ЮАР — это четвёртые места на чемпионатах Африки 1997 и 2001 (ослабленных отсутствием на них большинства сильнейших сборных «чёрного континента»), а также 4-е место на домашних Всеафриканских играх 1999 года, проходивших в Йоханнесбурге. После 2011 в международных соревнованиях сборная ЮАР участия не принимала.
В настоящее время классический волейбол в ЮАР уступает в популярности своей пляжной разновидности. Кроме этого, в национальном спортивном рейтинге командных видов спорта волейбол стоит значительно ниже футбола, регби и хоккея на траве.

## Результаты выступлений и составы

### Олимпийские игры
Сборная ЮАР принимала участие только в квалификации Олимпиады 2008.
- 2008 — не квалифицировалась

### Чемпионаты мира
Сборная ЮАР принимала участие в двух отборочных турнирах чемпионатов мира.
- 2006 — не квалифицировалась
- 2010 — не квалифицировалась

- 2010 (квалификация): Занди Эразмус, Наташа Стридом, Мартин Ламез, Роксанн Адамс, Класен Таснем, Демакатсо Мокхачане, Инносент Лебуанг, Анна Пхаго, Палеса Секхоньяна, Мпхо Нду, Терсия Даниэлс, Лесего Бакеленг. Тренер — Б.Мабека.

### Чемпионат Африки
До 1991 в чемпионатах Африки сборная ЮАР участия не принимала.
| - 1993 — 8-е место - 1995 — не участвовала - 1997 — 4-е место - 1999 — не участвовала - 2001 — 4-е место - 2003 — не участвовала - 2005 — не участвовала | - 2007 — 7—8-е место - 2009 — не участвовала - 2011 — не участвовала - 2013 — не участвовала - 2015 — не участвовала - 2017 — не участвовала - 2019 — не участвовала - 2021 — не участвовала |

### Африканские игры
| - 1978 — не участвовала - 1987 — не участвовала - 1991 — не участвовала - 1995 — 7—8-е место - 1999 — 4-е место - 2003 — 7—8-е место | - 2007 — 5—6-е место - 2011 — не квалифицировалась - 2015 — не участвовала - 2019 — не участвовала - 2024 — не участвовала |

- 2003: Бернита Рокок, Боноло Рампхомане, Нина Хендрикс, Кирстен Смит, Райсин Сункер, Лебоганг Нтшабеле, Рифка Исмаил, Уриа Янсен, Палеса Секхоньяна, Бойтумело Матато, Наташа Стридом, Амелия Люйт.

## Состав
Сборная ЮАР в отборочном турнире чемпионата мира 2010
| №  | Имя, фамилия        | Год рождения | Рост | Клуб                    |
| -- | ------------------- | ------------ | ---- | ----------------------- |
| 1  | Занлди Эразмус      | 1983         | 178  | «Вестерн Кейп» Кейптаун |
| 2  | Наташа Стридом      | 1981         | 170  | «Вестерн Кейп» Кейптаун |
| 3  | Мартин Ламез        | 1982         | 164  | «Вестерн Кейп» Кейптаун |
| 4  | Роксанн Адамс       | 1982         | 175  | «Вестерн Кейп» Кейптаун |
| 5  | Класен Таснем       | 1989         | 181  | «Вестерн Кейп» Кейптаун |
| 6  | Демакатсо Мокхачане | 1983         | 178  | «Гаутенг» Йоханнесбург  |
| 7  | Инносент Лебуанг    | 1993         | 178  | «Гаутенг» Йоханнесбург  |
| 8  | Анна Пхаго          | 1990         | 174  | «Норт Вест» Мафикенг    |
| 9  | Палеса Секхоньяна   | 1986         | 177  | «Гаутенг» Йоханнесбург  |
| 10 | Мпхо Нду            | 1984         | 168  | «Гаутенг» Йоханнесбург  |
| 11 | Терсия Даниэлс      | 1986         | 178  | «Вестерн Кейп» Кейптаун |
| 12 | Лесего Бакеленг     | 1989         | 178  | «Гаутенг» Йоханнесбург  |

- Главный тренер — Б.Мабека.
- Тренер — Х.Копсами.